# Palazzo Martinengo Cesaresco Novarino
Palazzo Martinengo Cesaresco Novarino, maggiormente noto come il palazzo Martinengo per antonomasia, è un palazzo nobiliare di Brescia situato in piazza del Foro, a sud del Capitolium.
Da sempre principale residenza cittadina della famiglia Martinengo, durante il Novecento è stato prima sede della Questura di Brescia e poi acquistato e recuperato dall'Amministrazione Provinciale ed è oggi sede di mostre e di un percorso archeologico sotterraneo. Parte del palazzo è invece adibita ad uffici amministrativi dell'ente provinciale.

## Storia
La storia di palazzo Martinengo risale alla prima età del Ferro, dal XI secolo a circa il V secolo a.C., come dimostrano i reperti che formano il percorso archeologico sotterraneo del palazzo.
In epoca romana l'area in cui sorge oggi palazzo Martinengo era adibita a zona residenziale, che successivamente divenne civica, formando così la Brixia romana, per poi essere abbandonata in età medievale a favore di zone come piazza Paolo VI e l'attuale piazza della Vittoria.
Il palazzo attuale viene fondato verso la metà del XVII secolo, sui resti di una precedente costruzione quattrocentesca, su commissione del conte Cesare IV Martinengo Cesaresco, discendente dell'omonima famiglia nobiliare bergamasca trasferitasi a Brescia durante il Cinquecento, che comprò numerosi palazzi della zona appartenenti alle famiglie nobiliari di Brescia, tra cui i Gambara.
In onore del conte Cesare Martinengo, fu apposta una lastra in marmo contenente la frase celebrativa Domus haec / aedificata est a comite / Caesare Martinengo Cesaresco / 1663.
Con la morte del conte l'edificio divenne proprietà dei tre figli di Cesare: Carlo I, Scilla (detta Silla) ed Enrico Martinengo, che lo divisero in tre parti, portando così ad un ammodernamento disomogeneo del palazzo e ad una segmentazione sempre più articolata della proprietà, che venne poi acquistata nei primi del Novecento dalla provincia di Brescia, che ne destinò le strutture alle attività che tutt'oggi svolge.

## Descrizione

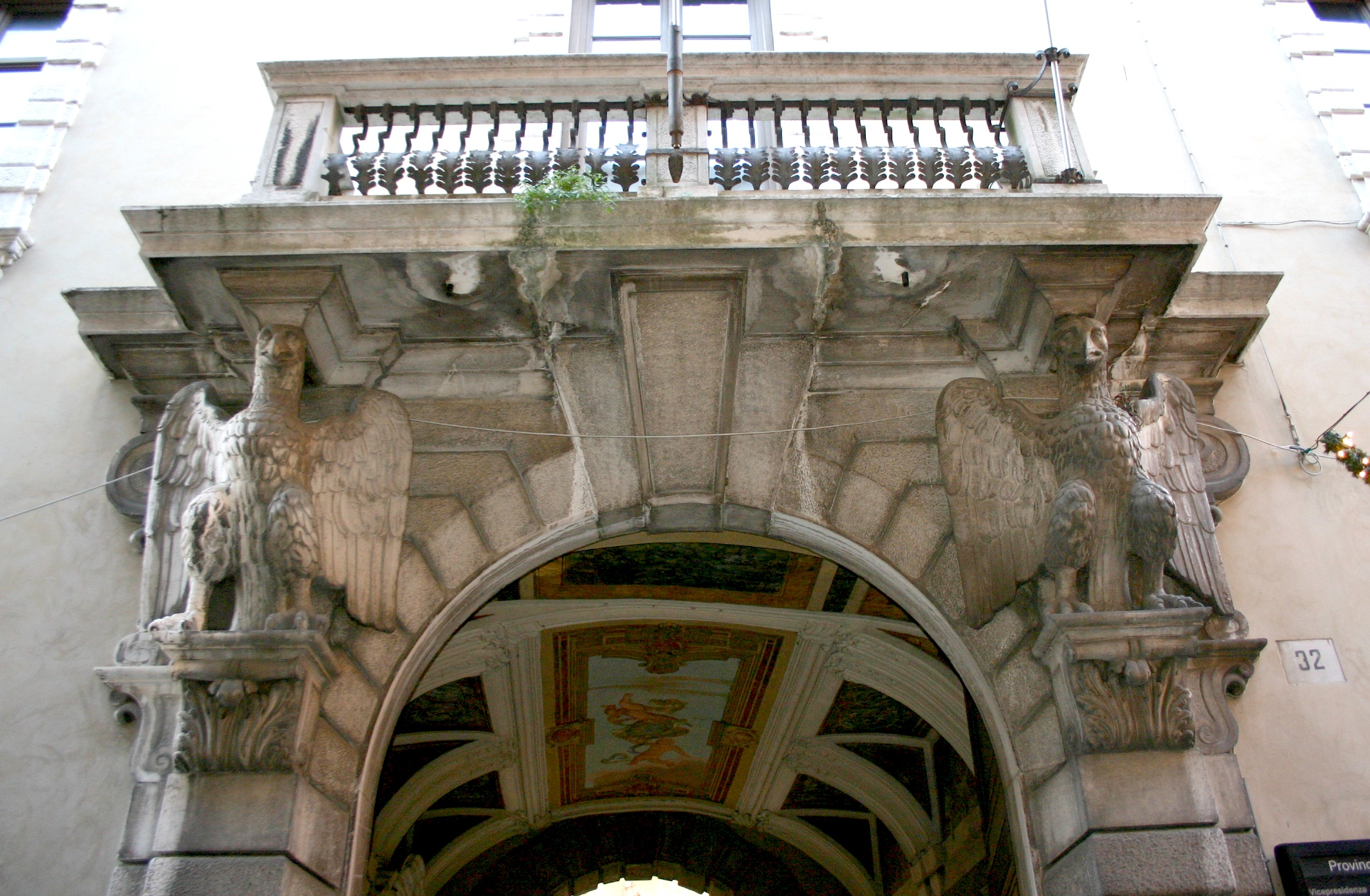
Il portale su via dei Musei

Il palazzo odierno presenta due facciate di importanza equivalente, che si affacciano rispettivamente su via Musei e su piazza del Foro, ciascuna dotata di un portale d'ingresso. La parte di via Musei, oggi è utilizzata dall'amministrazione provinciale di Brescia come sede di alcuni uffici, mentre la parte che si affaccia su piazza del Foro, è adibita ad ingresso della sede musearia del palazzo.
La facciata che si affaccia su via Musei, nella parte settentrionale del palazzo, venne probabilmente costruita tra 1680 e 1690 per ovviare ad un impedimento - da parte delle autorità dell'epoca - al progetto di ampliamento dello stabile proposto da Cesare Martinengo. Vi si apre un grande portale, attribuibile a Stefano Carra e Carlo Carra, caratterizzato da due maestose aquile, simbolo della famiglia Martinengo, poste come telamoni in sostituzione dei capitelli, al di sopra delle due colonne che sorreggono il balcone principale, in marmo di Botticino.
Entrando nel portale e passando per una volta a botte affrescata si arriva al piccolo cortiletto interno, dove è presente una fontana cinquecentesca con una nicchia per la vasca ed una statua raffigurante Nettuno, contornata da doppie lesene corinzie su sfondo bugnato. Come coronamento si trova una statua settecentesca raffigurante Cesare Martinengo, o forse la figlia Scilla, che ereditò questa parte d'edificio dopo la morte del padre.
All'interno di quest'area del palazzo è possibile trovare la cappella privata del vescovo di Famagosta, Mattia Ugoni, membro della famiglia nobiliare bresciana degli Ugoni, che era proprietaria di quest'ala del palazzo nel cinquecento, prima dell'acquisizione da parte di Cesare IV Martinengo Cesaresco.
All'interno erano presenti affreschi del Moretto, di cui il vescovo fu principale committente, raffiguranti Dodici Profeti e Mosè e il roveto ardente, staccati nell'Ottocento e oggi conservati nella Pinacoteca Tosio Martinengo.
L'altra facciata, visibile da piazza del Foro, si caratterizza per uno stile cinquecentesco più anonimo e austero, voluto probabilmente da Cesare Martinengo per mantenere un'omogeneità con le parti interne, realizzate un secolo prima dalle famiglie Gambara e Ugoni e rimaste quasi intatte anche dopo il rifacimento seicentesco.

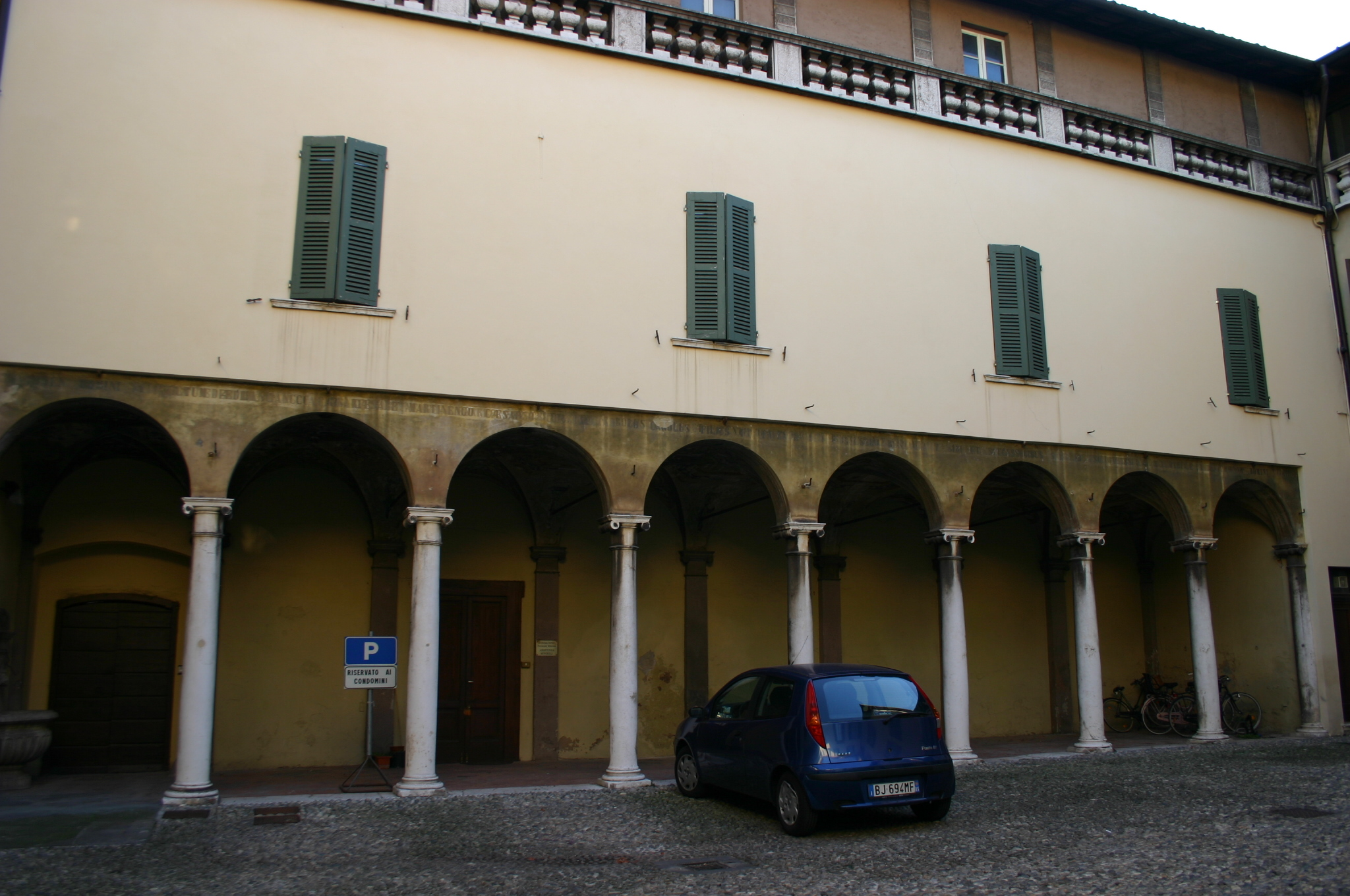
Il porticato interno meridionale

La facciata sulla piazza presenta un maggiore sviluppo in lunghezza di quella sulla via, con due portoni pressoché identici che si distinguono solo per gli stemmi araldici posti alla volta di ciascuno. Il primo, a nord, presenta lo stemma originario della famiglia Martinengo, ovvero un'aquila rossa al centro di uno scudo dorato, mentre il portone a sud porta il simbolo dei Martinengo Cesaresco, simile al precedente ma inquartato.
Entrando dal portale meridionale si accede al cortile interno, dotato di tre loggiati: due sono stati chiusi da vetrate e pannelli e l'unico aperto è quello meridionale. Il porticato fu fatto costruire nel 1697 da Carlo I Martinengo, che aveva ereditato questa parte di costruzione, e successivamente arricchito da numerosi affreschi. Il percorso conduce a una galleria, che Carlo utilizzava come biblioteca privata.
Il porticato settentrionale, da cui trasse ispirazione l'opera di Carlo I sul lato opposto, venne costruito dai Gambara nel Cinquecento e si compone di sette campate, affrescate da scene mitologiche e fregi del "Gambero Rosso", simbolo della famiglia.
Nella parte orientale della loggia è presente il grande scalone seicentesco che porta al piano superiore, costituito da sette stanze, tra cui una in stile neoclassico che fu probabilmente il luogo d'incontro, nel primo Ottocento, tra l'allora padrona del palazzo Marzia Martinengo e il poeta Ugo Foscolo. A nord del palazzo è presente un altro vasto scalone settecentesco, decorato con numerosi affreschi incentrati sul tema della famiglia Martinengo.

## Il percorso archeologico
Nel 1998 sono stati aperti, nei sotterranei del palazzo, gli scavi archeologici condotti a partire dal 1989, distribuiti in cinque sale che offrono, grazie alla straordinaria stratigrafia presente sotto l'edificio, un quadro completo della storia cittadina dalla preistoria fino ai giorni nostri, passando ovviamente per l'età romana che caratterizza archeologicamente l'intera zona.
Gli scavi sono accompagnati da una sala espositiva con documenti e reperti emersi durante i lavori, affiancata agli spazi riservati alle mostre d'arte che si tengono costantemente all'interno del palazzo.

## La sede espositiva: le mostre a palazzo Martinengo
Con accesso dal giardino di via dei Musei 30 è possibile visitare le sale adibite a mostre temporanee che dagli anni Novanta ad oggi hanno ospitato numerose esposizioni: la retrospettive sul pianista Arturo Benedetti Michelangeli (1996), i cicli dedicati agli impressionisti e alla pittura europea (2001 e 2002),  la retrospettiva sul pittore Angelo Inganni (1998), le installazioni del gruppo GAC - Giovane Arte Contemporanea (2007 e 2012), la mostra sull'arte rupestre della Val Camonica (2009), la mostra sul divismo nell'opera e molte altre. Dal 1996 al 2006 le attività di palazzo Martinengo sono state organizzate, per conto della Provincia di Brescia, dalla associazione "Brescia Mostre Grandi Eventi", dal 2006 al 2011 dall'ente "Palazzo Martinengo" e dal 2011 ad oggi dalla "Fondazione Provincia di Brescia Eventi".
Alcune delle mostre più significative allestite nel palazzo sono:
- Lotto, Romanino, Moretto, Ceruti. I campioni della pittura a Brescia e Bergamo, dal 21 gennaio all'11 giugno 2023.[2]
- Lo splendore di Venezia: Canaletto, Bellotto, Guardi e i vedutisti dell'Ottocento, dal 23 gennaio al 12 giugno 2016.[3]
- Simone Butti Musica delle forme a cura di Paolo Bolpagni dal 13 ottobre all'11 novembre 2012.
- Misure d'infinito. GAC - Giovane Arte Contemporanea. Camilla Franzoni, Stefano Crespi, Liuba Gabriele, Anna-Riikka Emilia Leppala, Fabiana Zanola a cura Paolo Bolpagni dal 30 agosto al 30 settembre 2012.
- La Valle delle Incisioni a cura di Raffaella Poggiani Keller dal 21 marzo al 10 maggio 2009.
- Giuliano Prati 1931-2003 a cura di Gabriele Archetti dal 31 gennaio all'8 marzo 2009.
- Vittorio Botticini 1909-1978. I ritmi del colore. a cura di Elena Pontiggia dal 7 dicembre 2008 al 18 gennaio 2009.
- Foibe/Esodo una storia negata a cura di Roberto Chiarini dal 10 febbraio al 9 marzo 2008.
- In Polvere. GAC - Giovane Arte Contemporanea. Silvia Cascio, Piero Galli, Emiliano Guarneri, Vittorio Bedogna, Silvia Beltrami, Davide Dattola, Stefano Crespi, Anna-Riikka Emilia Leppala, Fabrizio Odori, Fabiana Zanola, Francesco Cancarini, Angelo Guerrini, Elena Bernini, Caterina Noci, a cura Paolo Bolpagni dal 22 settembre al 21 ottobre 2007.
- Il mondo della figura. Burattini e marionette della tradizione padana a cura di Luigi Allegri dal 25 marzo al 27 maggio 2007.
- Adolfo Wildt e i suoi allievi a cura di Elena Pontiggia nel 2001.
- Lo sguardo innocente. L'arte, l'infanzia, il '900 dal 12 maggio al 5 novembre 2000.
- Da Pont-Aven ai Nabis. Le stagioni del Simbolismo francese. Denis, Sérusier, Gaugin, Vallotton e gli altri a cura di Agnès Delannoy dal 23 luglio al 21 novembre 1999.
- Arturo Tosi. Natura ed emozione dal 24 aprile all'11 luglio 1999.
- Impressionisti da Corot a Renoir a cura di Claude Pétry e Gilles Genty dal 4 dicembre 1998 al 18 aprile 1999.
- Da Boccioni a Sironi. Il mondo di Margherita Sarfatti a cura di Elena Pontiggia nel 1997.
- Cagnaccio di San Pietro. La magia dello sguardo a cura di Claudia Gian Ferrari dal 23 marzo al 15 giugno 1997.
- Arturo Benedetti Michelangeli. Il grembo del suono a cura di Antonio Sabatucci dal 5 maggio al 5 settembre 1996.